# Simaetha damongpalaya
Simaetha damongpalaya är en spindelart som beskrevs av Barrion, Litsinger 1995. Simaetha damongpalaya ingår i släktet Simaetha och familjen hoppspindlar. Inga underarter finns listade i Catalogue of Life.